# 11430 Лодевейкберг
11430 Лодевейкберг (11430 Lodewijkberg) — астероїд головного поясу, відкритий 17 жовтня 1960 року.
Тіссеранів параметр щодо Юпітера — 3,650.